# چلنج لیگ آسیا ۲۵–۲۰۲۴
چلنج لیگ آسیا ۲۵–۲۰۲۴ یازدهمین دوره رقابت‌های سطح سوم فوتبال باشگاهی قاره‌ای آسیا است که توسط کنفدراسیون فوتبال آسیا (ای‌اف‌سی) برگزار می‌شود و اولین فصل از زمان تغییر نام آن از جام پرزیدنت آسیا به چلنج لیگ آسیا است. این اولین نسخه از سال ۲۰۱۴ است، زیرا مسابقات در سال ۲۰۲۴ با فرمت اصلاح شده مجدداً معرفی شد. به تیم قهرمان در صورتی که قبلاً از طریق عملکرد داخلی خود جواز حضور را پیدا نکرده باشد، یک سهمیه مستقیم برای مرحله گروهی لیگ قهرمانان آسیا ۲ ۲۶–۲۰۲۵ داده می‌شود.

## سهمیه کشورها
فدراسیون‌ها با توجه به رتبه‌بندی مسابقات باشگاهی خود که پس از تکمیل مسابقات ۲۰۲۲ منتشر شد، جایگاه‌هایی را به خود اختصاص می‌دهند.
| شرکت در چلنج لیگ آسیا ۲۵–۲۰۲۴ | شرکت در چلنج لیگ آسیا ۲۵–۲۰۲۴ |
| ----------------------------- | ----------------------------- |
|                               | شرکت می‌کند                    |
|                               | شرکت نمی‌کند                   |

| رتبه  | رتبه   | انجمن                                              | امتیاز                  | سهمیه       | سهمیه  |
| رتبه  | رتبه   | انجمن                                              | امتیاز                  | مرحله گروهی | پلی آف |
| منطقه | ای‌اف‌سی | انجمن                                              | امتیاز                  | مرحله گروهی | پلی آف |
| ----- | ------ | -------------------------------------------------- | ----------------------- | ----------- | ------ |
| —     | —      | بازندگان مرحله مقدماتی لیگ قهرمانان آسیا ۲ ۲۵–۲۰۲۴ | —                       | ۲           | ۰      |
| ۱۱    | ۱۹     | کویت                                               | ۲۰٫۰۶۹                  | ۱           | ۰      |
| ۱۲    | ۲۰     | ترکمنستان                                          | ۱۹٫۴۶۴                  | ۱           | ۰      |
| ۱۳    | ۲۲     | لبنان                                              | ۱۷٫۷۶۱                  | ۱           | ۰      |
| ۱۴    | ۲۳     | سوریه                                              | ۱۷٫۶۱۳                  | ۱           | ۰      |
| ۱۵    | ۲۷     | بنگلادش                                            | ۱۴٫۱۲۱                  | ۱           | ۰      |
| ۱۶    | ۲۸     | عمان                                               | ۱۲٫۴۵۳                  | ۱           | ۰      |
| ۱۷    | ۲۹     | مالدیو                                             | ۹٫۴۶۷                   | ۱           | ۰      |
| ۱۸    | ۳۱     | فلسطین                                             | ۵٫۷۶۰                   | ۱           | ۰      |
| ۱۹    | ۳۳     | قرقیزستان                                          | ۴٫۳۰۸                   | ۰           | ۱      |
| ۲۰    | ۳۷     | نپال                                               | ۰٫۸۱۳                   | ۰           | ۱      |
| ۲۱    | ۳۸     | سری‌لانکا[ای‌اف‌سی]                                   | ۰٫۶۳۰                   | ۰           | ۰      |
| ۲۲    | ۳۹     | بوتان                                              | ۰٫۴۶۵                   | ۰           | ۱      |
| ۲۳    | ۴۱     | افغانستان                                          | ۰٫۰۹۰                   | ۰           | ۱      |
| ۲۴    | ۴۲     | پاکستان[ای‌اف‌سی]                                    | ۰٫۰۰۰                   | ۰           | ۰      |
| ۲۴    | ۴۲     | یمن[ای‌اف‌سی]                                        | ۰٫۰۰۰                   | ۰           | ۰      |
| مجموع | مجموع  | انجمن‌های شرکت کننده: ۱۲                            | انجمن‌های شرکت کننده: ۱۲ | ۱۰          | ۴      |
| مجموع | مجموع  | انجمن‌های شرکت کننده: ۱۲                            | انجمن‌های شرکت کننده: ۱۲ | ۱۴          |        |

| رتبه  | رتبه   | انجمن                        | امتیاز                 | سهمیه       | سهمیه  | سهمیه |
| رتبه  | رتبه   | انجمن                        | امتیاز                 | مرحله گروهی | پلی آف |       |
| منطقه | ای‌اف‌سی | انجمن                        | امتیاز                 | مرحله گروهی | پلی آف |       |
| ----- | ------ | ---------------------------- | ---------------------- | ----------- | ------ | ----- |
| ۱۱    | ۲۵     | کرهٔ شمالی[ای‌اف‌سی]            | ۱۶٫۱۱۷                 | ۰           | ۰      |       |
| ۱۲    | ۲۶     | اندونزی                      | ۱۵٫۰۸۳                 | ۱           | ۰      |       |
| ۱۳    | ۳۰     | برمه                         | ۸٫۲۸۷                  | ۱           | ۰      |       |
| ۱۴    | ۳۲     | کامبوج                       | ۵٫۴۵۵                  | ۱           | ۰      |       |
| ۱۵    | ۳۴     | ماکائو[ای‌اف‌سی]               | ۲٫۸۰۰                  | ۰           | ۰      |       |
| ۱۶    | ۳۵     | تایوان                       | ۲٫۰۶۷                  | ۱           | ۰      |       |
| ۱۷    | ۳۶     | لائوس                        | ۱٫۳۶۲                  | ۱           | ۰      |       |
| ۱۸    | ۴۰     | مغولستان                     | ۰٫۲۵۰                  | ۱           | ۰      |       |
| ۱۹    | ۴۲     | برونئی[ای‌اف‌سی]               | ۰٫۰۰۰                  | ۰           | ۰      |       |
| ۱۹    | ۴۲     | گوآم[ای‌اف‌سی]                 | ۰٫۰۰۰                  | ۰           | ۰      |       |
| ۱۹    | ۴۲     | جزایر ماریانای شمالی[ای‌اف‌سی] | ۰٫۰۰۰                  | ۰           | ۰      |       |
| ۱۹    | ۴۲     | تیمور شرقی[ای‌اف‌سی]           | ۰٫۰۰۰                  | ۰           | ۰      |       |
| مجموع | مجموع  | انجمن‌های شرکت کننده: ۶       | انجمن‌های شرکت کننده: ۶ | ۶           | ۰      |       |
| مجموع | مجموع  | انجمن‌های شرکت کننده: ۶       | انجمن‌های شرکت کننده: ۶ | ۶           |        |       |

نکات
1. ^ مجوز ای‌اف‌سی (ای‌اف‌سی): انجمن هیچ باشگاه مجوز گرفته‌ای نداشت.[۵]

## تیم‌ها
| تیم             | نحوه صعود                                          | حضور (آخرین) |
| --------------- | -------------------------------------------------- | ------------ |
| بنگال شرقی      | بازندگان مرحله مقدماتی لیگ ۲ قهرمانان آسیا ۲۵–۲۰۲۴ |              |
| الاهلی منامه    | بازندگان مرحله مقدماتی لیگ ۲ قهرمانان آسیا ۲۵–۲۰۲۴ |              |
| العربی کویت     | قهرمان جام امیر کویت ۲۴–۲۰۲۳                       |              |
| آرقه‌داغ         | قهرمان جام ترکمنستان ۲۰۲۳                          |              |
| النجمه          | قهرمان لیگ برتر لبنان ۲۴–۲۰۲۳                      |              |
| الفتوه          | قهرمان لیگ برتر سوریه ۲۴–۲۰۲۳                      |              |
| باشوندارا کینگز | قهرمان لیگ برتر بنگلادش ۲۴–۲۰۲۳                    |              |
| السیب           | قهرمان لیگ حرفه‌ای عمان ۲۴–۲۰۲۳                     |              |
| مازیا           | قهرمان لیگ برتر مالدیو ۲۴–۲۰۲۳                     |              |
| هلال قدس        | قهرمان لیگ برتر فلسطین۲۴–۲۰۲۳                      |              |

| تیم              | نحوه صعود                          | حضور |
| ---------------- | ---------------------------------- | ---- |
| عبدیش-آتا قند    | قهرمان لیگ برتر قرقیز ۲۰۲۳         |      |
| چرچ بویز یونایتد | قهرمان لیگ برتر نپال ۲۰۲۳          |      |
| پارو اف سی       | قهرمان لیگ برتر بوتان۲۰۲۳          |      |
| اتک انرژی        | قهرمان لیگ قهرمانان افغانستان ۱۴۰۳ |      |

| تیم            | نحوه صعود                          | حضور |
| -------------- | ---------------------------------- | ---- |
| مادورا یونایتد | نایب قهرمان لیگ ۱ اندونزی ۲۴–۲۰۲۳  |      |
| شان یونایتد    | قهرمان لیگ ملی میانمار ۲۰۲۳        |      |
| سوی‌رینگ        | قهرمان لیگ برتر کامبوج ۲۴–۲۰۲۳     |      |
| تاینان سیتی    | قهرمان لیگ برتر فوتبال تایوان ۲۰۲۳ |      |
| یانگ الفنتس    | قهرمان لیگ ۱ لائو ۲۰۲۳             |      |
| فالکونز        | قهرمان لیگ برتر مغولستان ۲۴–۲۰۲۳   |      |

## برنامه مسابقات
برنامه مسابقات به شرح زیر است.
| مرحله         | دور           | زمان قرعه‌کشی    | بازی رفت                               | بازی برگشت                             |
| ------------- | ------------- | --------------- | -------------------------------------- | -------------------------------------- |
| مرحله مقدماتی | دور اول       | انجام نشد       | ۳۰ ژوئیه ۲۰۲۴ (۹ مرداد ۱۴۰۳)           | ۳۰ ژوئیه ۲۰۲۴ (۹ مرداد ۱۴۰۳)           |
| مرحله مقدماتی | دور دوم       | انجام نشد       | ۶ اوت ۲۰۲۴ (۱۶ مرداد ۱۴۰۳)             | ۶ اوت ۲۰۲۴ (۱۶ مرداد ۱۴۰۳)             |
| مرحله مقدماتی | دور سوم       | انجام نشد       | ۱۳ اوت ۲۰۲۴ (۲۳ مرداد ۱۴۰۳)            | ۱۳ اوت ۲۰۲۴ (۲۳ مرداد ۱۴۰۳)            |
| مرحله گروهی   | هفته ۱        | ۲۲ (آگوست) ۲۰۲۴ | ۲۶ تا ۲۷ اکتبر ۲۰۲۴ (۵ تا ۶ آبان ۱۴۰۳) | ۲۶ تا ۲۷ اکتبر ۲۰۲۴ (۵ تا ۶ آبان ۱۴۰۳) |
| مرحله گروهی   | هفته ۲        | ۲۲ (آگوست) ۲۰۲۴ | ۲۹ تا ۳۰ اکتبر ۲۰۲۴ (۸ تا ۹ آبان ۱۴۰۳) | ۲۹ تا ۳۰ اکتبر ۲۰۲۴ (۸ تا ۹ آبان ۱۴۰۳) |
| مرحله گروهی   | هفته ۳        | ۲۲ (آگوست) ۲۰۲۴ | ۱ تا ۲ نوامبر ۲۰۲۴ (۱۱ تا ۱۲ آبان)     | ۱ تا ۲ نوامبر ۲۰۲۴ (۱۱ تا ۱۲ آبان)     |
| مرحله حذفی    | یک‌چهارم نهایی | انجام نشد       | ۵ تا ۶ مارس ۲۰۲۵                       | ۱۲ تا ۱۳ مارس ۲۰۲۵                     |
| مرحله حذفی    | نیمه نهایی    | انجام نشد       | ۹ تا ۱۰ آوریل ۲۰۲۵                     | ۱۶ تا ۱۷ آوریل ۲۰۲۵                    |
| مرحله حذفی    | فینال         | انجام نشد       | ۴ مه ۲۰۲۵                              | ۴ مه ۲۰۲۵                              |

## مرحله مقدماتی
| تیم ۱            | نتیجه | تیم ۲     |
| ---------------- | ----- | --------- |
| چرچ بویز یونایتد | ۱–۲   | پارو      |
| عبدیش-آتا قند    | ۲–۰   | اتک انرژی |

تیم‌های مرحله مقدماتی بر اساس رده‌بندی مسابقات باشگاهی هر تیم و رده‌بندی آنها در منطقه خود مشخص می‌شود و تیم‌هایی که در سهیمه کشورها رده بالاتر دارند میزبان مسابقه خواهند بود. دو تیم برنده مرحله مقدماتی به مرحله گروهی راه خواهند یافتند و به جمع ۱۶ تیم شرکت کننده مرحله گروهی می‌پیوستند. اتک انرژی نماینده افغانستان با معرفی ورزشگاه امام رضا، مشهد سهمیه حضور در این رقابت‌ها را کسب کند.
| چرچ بویز یونایتد | ۱–۲   | پارو                       |
| ---------------- | ----- | -------------------------- |
| - لیمبو ۳۸'      | گزارش | - وانگچوک ۴۰' - اوپوکو ۶۷' |

| عبدیش-آتا قند                    | ۲–۰   | اتک انرژی |
| -------------------------------- | ----- | --------- |
| - جوماشف ۱۱' - ژیرگالبک اولو ۵۲' | گزارش |           |

## مرحله گروهی
قرعه کشی مرحله گروهی در ۲۲ اوت در اینترکنتیننتال کوالا لامپور، مالزی برگزار شد. ۱۸ تیم به ۵ گروه ،۳گروه ۴ تیمی و ۲ گروه ۳ تیمی تقسیم شدند که ۳ گروه برای غرب آسیا و ۲ گروه برای شرق آسیا بود. برای هر منطقه، تیم‌ها در چهار گلدان گذاشته شدند و بر اساس رتبه‌بندی انجمن‌ها و نتایج‌شان در انجمن خود، در جایگاه‌های مرتبط در هر گروه قرار گرفتند. تیم‌های یک انجمن نمی‌توانند در یک گروه باشند.

### منطقه غرب

#### گروه A
| تیم             | بازی | برد | مساوی | باخت | گل‌زده | گل‌خورده | تفاضل‌گل | امتیاز |
| --------------- | ---- | --- | ----- | ---- | ----- | ------- | ------- | ------ |
| بنگال شرقی      | ۳    | ۲   | ۱     | ۰    | ۹     | ۴       | ۵+      | ۷      |
| النجمه          | ۳    | ۲   | ۰     | ۱    | ۵     | ۴       | ۱+      | ۶      |
| پارو            | ۳    | ۱   | ۱     | ۱    | ۵     | ۵       | ۰       | ۴      |
| باشوندارا کینگز | ۳    | ۰   | ۰     | ۳    | ۱     | ۷       | ۶−      | ۰      |

#### گروه B
| تیم           | بازی | برد | مساوی | باخت | گل زده | گل خورده | گل تفاضل | امتیاز |
| ------------- | ---- | --- | ----- | ---- | ------ | -------- | -------- | ------ |
| آرقه‌داغ       | ۳    | ۲   | ۰     | ۱    | ۶      | ۴        | ۲+       | ۶      |
| العربی        | ۳    | ۲   | ۰     | ۱    | ۵      | ۳        | ۲+       | ۶      |
| عبدیش-آتا قند | ۳    | ۲   | ۰     | ۱    | ۴      | ۲        | ۲+       | ۶      |
| مازیا         | ۳    | ۰   | ۰     | ۳    | ۱      | ۷        | ۶−       | ۰      |

#### گروه C
| تیم      | بازی | برد | مساوی | باخت | گل‌زده | گل‌خورده | تفاضل‌گل | امتیاز |
| -------- | ---- | --- | ----- | ---- | ----- | ------- | ------- | ------ |
| السیب    | ۳    | ۳   | ۰     | ۰    | ۹     | ۰       | ۹+      | ۹      |
| الاهلی   | ۳    | ۰   | ۲     | ۱    | ۱     | ۲       | ۱−      | ۲      |
| الفتوه   | ۳    | ۰   | ۲     | ۱    | ۱     | ۶       | ۵−      | ۲      |
| هلال قدس | ۳    | ۰   | ۲     | ۱    | ۰     | ۳       | ۳−      | ۲      |

#### رده‌بندی تیم‌های دوم گروه (منطقه غرب)
| تیم    | بازی | برد | مساوی | باخت | زده | خورده | تفاضل | امتیاز |
| ------ | ---- | --- | ----- | ---- | --- | ----- | ----- | ------ |
| العربی | ۳    | ۲   | ۰     | ۱    | ۵   | ۳     | ۲+    | ۶      |
| النجمه | ۳    | ۲   | ۰     | ۱    | ۵   | ۴     | ۱+    | ۶      |
| الاهلی | ۳    | ۰   | ۲     | ۱    | ۱   | ۲     | ۱ـ    | ۲      |

### منطقه شرق

#### گروه D
| تیم         | بازی | برد | تساوی | باخت | گل‌زده | گل‌خورده | تفاضل‌گل | امتیاز |
| ----------- | ---- | --- | ----- | ---- | ----- | ------- | ------- | ------ |
| شان یونایتد | ۲    | ۱   | ۱     | ۰    | ۴     | ۲       | ۲+      | ۴      |
| تاینان سیتی | ۲    | ۱   | ۱     | ۰    | ۵     | ۴       | ۱+      | ۴      |
| یانگ الفنتس | ۲    | ۰   | ۰     | ۲    | ۲     | ۵       | ۳-      | ۰      |

#### گروه E
| تیم                  | بازی | برد | تساوی | باخت | گل‌زده | گل‌خورده | تفاضل‌گل | امتیاز |
| -------------------- | ---- | --- | ----- | ---- | ----- | ------- | ------- | ------ |
| مادورا یونایتد       | ۲    | ۱   | ۱     | ۰    | ۲     | ۱       | ۱+      | ۴      |
| پریه خان ریچ سوی‌رینگ | ۲    | ۱   | ۰     | ۱    | ۳     | ۳       | ۰       | ۳      |
| فالکونز              | ۲    | ۰   | ۱     | ۱    | ۱     | ۲       | ۱-      | ۱      |

## مرحله حذفی

### نمودار
|  | یک‌چهارم نهایی | یک‌چهارم نهایی  | یک‌چهارم نهایی  |                |         | نیمه نهایی | نیمه نهایی | نیمه نهایی |  |  | فینال | فینال | فینال |  |
|  |               |                |                |                |         |            |            |            |  |  |       |       |       |  |
|  | E۲            | سوی‌رینگ        | ۶              |                |         |            |            |            |  |  |       |       |       |  |
|  | E۲            | سوی‌رینگ        | ۶              |                |         |            |            |            |  |  |       |       |       |  |
|  | D۱            | شان یونایتد    | ۲              |                |         |            |            |            |  |  |       |       |       |  |
|  | D۱            | شان یونایتد    | ۲              |                | سوی‌رینگ | سوی‌رینگ    | ۳          |            |  |  |       |       |       |  |
|  | منطقه شرق     |                |                |                | سوی‌رینگ | سوی‌رینگ    | ۳          |            |  |  |       |       |       |  |
|  |               |                | مادورا یونایتد | مادورا یونایتد | ۰       |            |            |            |  |  |       |       |       |  |
|  | D۲            | تاینان سیتی    | مادورا یونایتد | مادورا یونایتد | ۰       | ۰          |            |            |  |  |       |       |       |  |
|  | D۲            | تاینان سیتی    |                |                |         |            |            |            |  |  |       |       |       |  |
|  | E۱            | مادورا یونایتد | ۰              |                |         |            |            |            |  |  |       |       |       |  |
|  | E۱            | مادورا یونایتد | ۰              |                | سوی‌رینگ | سوی‌رینگ    | ۱          |            |  |  |       |       |       |  |
|  |               |                |                |                |         |            |            |            |  |  |       |       |       |  |
|  |               |                | آرقه‌داغ        | آرقه‌داغ        | ۲       |            |            |            |  |  |       |       |       |  |
|  | B۲            | العربی (و.ا.)  | آرقه‌داغ        | آرقه‌داغ        | ۲       | ۱          |            |            |  |  |       |       |       |  |
|  | B۲            | العربی (و.ا.)  |                |                |         |            |            |            |  |  |       |       |       |  |
|  | C۱            | السیب          | ۰              |                |         |            |            |            |  |  |       |       |       |  |
|  | C۱            | السیب          | ۰              |                | العربی  | العربی     | ۲          |            |  |  |       |       |       |  |
|  | منطقه غرب     |                |                |                | العربی  | العربی     | ۲          |            |  |  |       |       |       |  |
|  |               |                | آرقه‌داغ        | آرقه‌داغ        | ۰       |            |            |            |  |  |       |       |       |  |
|  | A۱            | بنگال شرقی     | آرقه‌داغ        | آرقه‌داغ        | ۰       | ۰          |            |            |  |  |       |       |       |  |
|  | A۱            | بنگال شرقی     |                |                |         |            |            |            |  |  |       |       |       |  |
|  | B۱            | آرقه‌داغ        | ۱              |                |         |            |            |            |  |  |       |       |       |  |

### یک چهارم نهایی
| تیم ۱       | نتیجه نهایی | تیم ۲          | بازی رفت  | بازی برگشت |
| منطقه غرب   | منطقه غرب   | منطقه غرب      | منطقه غرب | منطقه غرب  |
| ----------- | ----------- | -------------- | --------- | ---------- |
| العربی      | ۳–۲         | السیب          | ۱–۰       | ۲–۲ (و.ا.) |
| بنگال شرقی  | ۱–۳         | آرقه‌داغ        | ۰–۱       | ۱–۲        |
| منطقه شرق   |             |                |           |            |
| سوی‌رینگ     | ۷–۴         | شان یونایتد    | ۶–۲       | ۱–۲        |
| تاینان سیتی | ۰–۳         | مادورا یونایتد | ۰–۰       | ۰–۳        |

### نیمه نهایی
| تیم ۱     | نتیجه نهایی | تیم ۲          | بازی رفت  | بازی برگشت |
| منطقه غرب | منطقه غرب   | منطقه غرب      | منطقه غرب | منطقه غرب  |
| --------- | ----------- | -------------- | --------- | ---------- |
| العربی    | ۲–۳         | آرقه‌داغ        | ۲–۰       | ۰–۳        |
| منطقه شرق |             |                |           |            |
| سوی‌رینگ   | ۶–۳         | مادورا یونایتد | ۳–۰       | ۳–۳        |

### فینال
| سوی‌رینگ | ۱–۲ | آرقه‌داغ |
| ------- | --- | ------- |
|         |     |         |